# Qingkeng Linchang
Qingkeng Linchang (kinesiska: 青坑林场) är en administrativ enhet på sockennivå i sydöstra Kina. Den ligger i Huilai härad i staden Jieyang i provinsen Guangdong, omkring 290 kilometer öster om provinshuvudstaden Guangzhou. Antalet invånare är 1 091. Befolkningen består av 538 kvinnor och 553 män. Barn under 15 år utgör 33 %, vuxna 15-64 år 61 %, och äldre över 65 år 5,0 %. Enheten administrerar ett skogsbruk.